# Муса ібн Нусайр
Муса ібн Нусайр (*араб. موسى بن نصير бл. 640  —бл. 716) — державний діяч Арабського халіфату, валі (намісник) Іфрикії у 698-715 та Аль-Андалуса у 712-714 роках. Повне ім'я звучить як Абу Абд ар-Рахман муса ібн-Нусайр ібн Абд ар-Рахман ібн Заяд.

## Біографія

### Кар'єра в Іраку та Іфрикії
Про його походження існують розбіжності: за різними версіями належав до роду Лахмідів, союзників Сасанідів, арабів з племен Бану-Бакр або Балі, перським християнином. Втім більшість дослідників відносить його до арабів.
Його батько був сином слуги (або раба) Абд аль-Азіз ібн Марвана, валі Єгипту. Останній за гарну службу зробив Нусайра — батька Муси — вільною людиною. За іншою версією Нусайр служив в охороні Муавії ібн Абу-Суфьяна, потім валі Шама за халіфів Омара і Османа. Сам Муса ібн Нусайр народився у містечку Кафармара в Сирії близько 640 року.
Завдяки протекції Абд аль-Азіз ібн Марвана, сина халіфа Марвана I, розпочав кар'єру, ставши наближеною особою інших синів халіфа. Звитяжив під час вторгнення до Кіпру. Один з них — халіф Абд аль-Малік ібн Марван — призначив Мусу помічником свого брата Бахра ібн Марвана, що обіймав посаду валі Іраку. З часом виник конфлікт щодо привласнення Мусою податків, внаслідок чого опинився під судом. Врятував Мусу ібн-Нусайра, який втік до Єгипту, Абд аль-Азіз ібн Марван, що сплатив штраф Муси.
У 698 році за протекції Абд аль-Азіз ібн Марван отримав призначення валі Іфрикії (сучасний Туніс). На відміну від свого попередника — Хасана ібн аль-Нумана аль-Гассані — Муса не намагався здійснити арабізацію берберських племен, а зумів укласти з шейхами останніх союзи. Завдяки цьому була здійснена успішна ісламізація берберів північної Африки. Після цього отримав повноцінний статус валі, незалежного від валі Єгипту.
Отримав доручення захопити Мавретанію (сучасне Марокко і західний Алжир), Балеарські острови та Сардинію, які тоді належали візантійській імперії та Королівству вестготів. Для захоплення островів Муса створив потужний флот, на чолі якого син останнього Абдаллах ібн Муса захопив Менорку і Майорку (Балеарські острови). Після цього відбулося вторгнення до Сардинії та Сицилії.
Втім спроба 708 року атакувати південне узбережжя Іспанії виявилася невдалою — вестготи на чолі із королем Вітіцею відбили атаку. Разом з тим вдалося завдати поразки повсталим берберським племенам гаввара, зената і кутама.

### Підкорення Іспанії
У 710 році, скориставшись смертю Вітіци та сум'яттям серед вестготів, Муса ібн-Нусайр зумів захопити місто Тінгіс (сучасний Танжер). Водночас на його бік перейшов Юліан, граф Сеути. При підтримці останнього Муса відправив свого раба Таріка ібн-Зіяда проти вестготського короля Родеріха. Арабо-берберські війська ібн-Зіяда при підтримці 13 тис. вояків Юліана захопили місто Картею. Вирішальна битва відбулася 19-26 липня 711 року на берегах річки Гвадалете, при місті Херес-де-ла Фронтера, в якій внаслідок зради братів Вітіци — Оппаса і Сісебута — вестготське військо зазнало поразки.
Муса, дізнавшись про успіхи Таріка, висадився на Піренеях з військом у 18 тис. вояків, залишивши тимчасовим намісником Іфрикії свого сина Абдаллаха. Спочатку атакував Севілью, але вимушений був тримати це місто в облозі протягом 3 місяців. Після цього рушив до Лузітанії, підкоривши її значну частину. Але облога Меріди (столиці Лузітанії) тривала 5 місяців: лише підступом Муса зумів її захопити. Слідом за цим об'єднався з Таріком в Толедо, звідки відправив свого сина Абд аль-Азіза на придушення повстання навколо Севільї.
У 712 році халіф Валід I призначив Мусу ібн-Нусайра валі Аль-Андалуса. Він продовжив завоювання Піренейського півострова. Протягом 712 року було захоплено центральні області, продовжено захоплення Лузітанії, відбулося вторгнення до Галеції. У 713 році Абд аль-Азіз підкорив Мурсію, завдавши поразки місцевому дуксу Теодеміру. Сам Муса, проігнорувавши наказ халіфа повернутися до Дамаску зі звітом, рушив на Сарагосу, а Таріка ібн-Зіяда спрямував до Кантабрії і Астурії. До 714 року уся територія півострова була підкорена. Але зустрівши спротив в північній частині Тарроконської Іспанії, Муса не наважився на наступ до Септиманії.

### Останні роки
Після цього Муса ібн-Нусайр зі здобиччю рушив до Дамаску. Тут він погиркався з братом халіфа — Сулейманом ібн-Абд аль-Маліком, — який не бажав впускати Мусу з тріумфальним вступом до Дамаску. Втім останній проігнорував наказ Сулеймана й увійшов до Дамаску, представивши здобич хворому Валіду I. Але через декілька днів той помер, халіфом став Сулейман, що звинуватив Мусу у прихованні частини здобичі. Того ж року було позбавлено посади валі Аль-Андалуса
Тривала суперечка з халіфом зрештою завершилася звинуваченням Муси ібн-Нусайра у зраді. У 715 році відбувся суд, за яким його засуджено до страти. Втім страту замінено великим штрафом, який перетворив Мусу ібн-Нусайра на злидаря. У 716 році на виході з мечеті у Дамаску його було вбито за іншою версією помер на зворотньому шляху з хаджу до Мекки.

## Родина
- Абд аль-Азіз ібн-Муса (д/н-716), валі Аль-Андалуса у 714—716 роках
- Абд-аль-Малік ібн-Муса, валі Сеути
- Абдаллах ібн-Муса, валі Іфрикії у 712—715 роках.